# عبدالمالک زیایه
عبدالمالک زیایه (انگلیسی: Abdelmalek Ziaya؛ زادهٔ ۲۳ ژانویهٔ ۱۹۸۴) بازیکن فوتبال اهل الجزایر است.
از باشگاه‌هایی که در آن بازی کرده‌است، می‌توان به باشگاه فوتبال وفاق سطیف، باشگاه فوتبال اتحاد الجزایر، باشگاه فوتبال بنزرتی و باشگاه فوتبال الاتحاد اشاره کرد.
وی همچنین در تیم ملی فوتبال الجزایر بازی کرده‌است.